# Liphard d'Orléans
Saint Liphard d’Orléans est un homme d'église de l'Orléanais ayant vécu au VIe siècle.
Liphard serait le fondateur et le premier abbé d'un monastère à Meung-sur-Loire, à présent la Collégiale Saint-Liphard de Meung-sur-Loire.
Il fait l'objet d'un culte local comme Prêtre et Abbé, et est fêté le 3 juin.
Sa légende est typique des légendes de saints tueurs de dragon. La lutte contre un dragon est souvent une métaphore pour illustrer la victoire du Saint sur ce qui le sépare de Dieu.

## Biographie
Fils de Rigomert, prince ou roitelet de la ville du Mans, et proche parent de Clovis Liphard (ou Liphard, Lifard, Lifhard, Lyphard...) est d'ascendance noble.
Juge et gouverneur à Orléans, Liphard quitte la vie mondaine vers la quarantaine pour se faire ermite à Meung, dans les ruines d'un château détruit par les huns d'Attila.
À cinquante ans, avec saint Urbice son disciple, il fonde le monastère de Meung-sur-Loire, dont il devient abbé. Il meurt vers 570.

## Iconographie
- En ermite dans une grotte, ou en habits d'abbé (crosse et mitre).
- Accompagné d'un dragon, ou tuant un dragon avec un bâton, rappelant sa légende[3].

## Légende
Hagiographie d'après « Les Vies des saints pour tous les jours de l'année ».

### Le magistrat
Saint Liphard vit au VIe siècle, notamment sous le règne du roi des Francs Clovis Ier. Il naît à Orléans dans une famille de la noblesse. Il est élevé depuis son plus jeune âge aux grandes magistratures.

### L'ermite
À l’âge de quarante ans, il s'engage dans la religion et se retire du monde. Ainsi, après avoir communiqué son dessein à l’évêque d’Orléans, il renonce à sa vie précédente et est admis au sein du Clergé. L’évêque l’honore du Diaconat.
Puis Liphard choisit d’embrasser une vie solitaire. Il choisit un lieu proche d’Orléans, dans un château en ruines. Il rejoint le lieu avec un disciple.
Marc, l'évêque d’Orléans, en visite à Cléry, rencontre Liphard puis, après plusieurs saints colloques et entretiens, le consacre prêtre.

### Le dragon
Il y avait proche de cette solitude un furieux serpent ou dragon qui épouvantait tous les peuples circonvoisins, se traînant et roulant auprès d’une fontaine où ils avaient coutume d’aller pour puiser de l’eau. Il n’y ayant personne qui osât s’approcher de cette fontaine, que saint Liphard et Urbice son disciple. Un jour, ce cruel dragon venant vers la cellule du saint à dessein de l’endommager, Dieu le révéla à saint Liphard, lequel envoya Urbice au lieu où il savait par révélation qu’il devait  rencontrer cette furieuse bête. Le disciple s’en alla par obéissance au lieu où le saint l’envoyait, sans se douter de rien ; mais sitôt qu’il aperçut le dragon qui lui venait au-devant, il s’enfuit, saisi d’une frayeur extraordinaire. Il s’en vint raconter la cause de sa crainte à saint Liphard, lequel souriant, et le blâmant d’avoir si peu de foi, lui donna une baguette et lui commanda de l’aller planter devant cette furieuse bête. Urbice s’en alla, et s’étant muni du de la Croix, fit ce que le saint lui avait commandé. Ce pendant Liphard se mit en prière, suppliant notre Seigneur de faire mourir cet horrible dragon. Sa prière eut une telle vertu que sitôt que ce serpent épouvantable, dans lequel le serpent infernal habitait, eut aperçu cette baguette, il s’en vint tout furieux la mordre pour la rompre et mettre en pièces. Mais il ne put seulement l’ébranler ; et se suspendant à cette verge redoutable, semblable à celle de Moïse qui dévora les serpents des Magiciens d’Égypte, il creva incontinent et mourut sur la place.
Or il y avait dans le corps de ce dragon une légion de diables, lesquels étant sortis, hurlèrent et crièrent dans l’air d’une façon épouvantable, se plaignant que saint Liphard les avait chassés de leur domicile tellement que les paysans de ce quartier-là, ayant entendu ces clameurs et le nom de Liphard, et craignant que le dragon n’eût blessé le saint confesseur, s’en vinrent promptement à sa solitude ; et l’ayant trouvé sain et sauf, attentif à sa prière ordinaire, et de l’autre côté le dragon étendu mort sur la terre, ils louèrent Dieu auteur de si grandes merveilles.

### Mort de Liphard

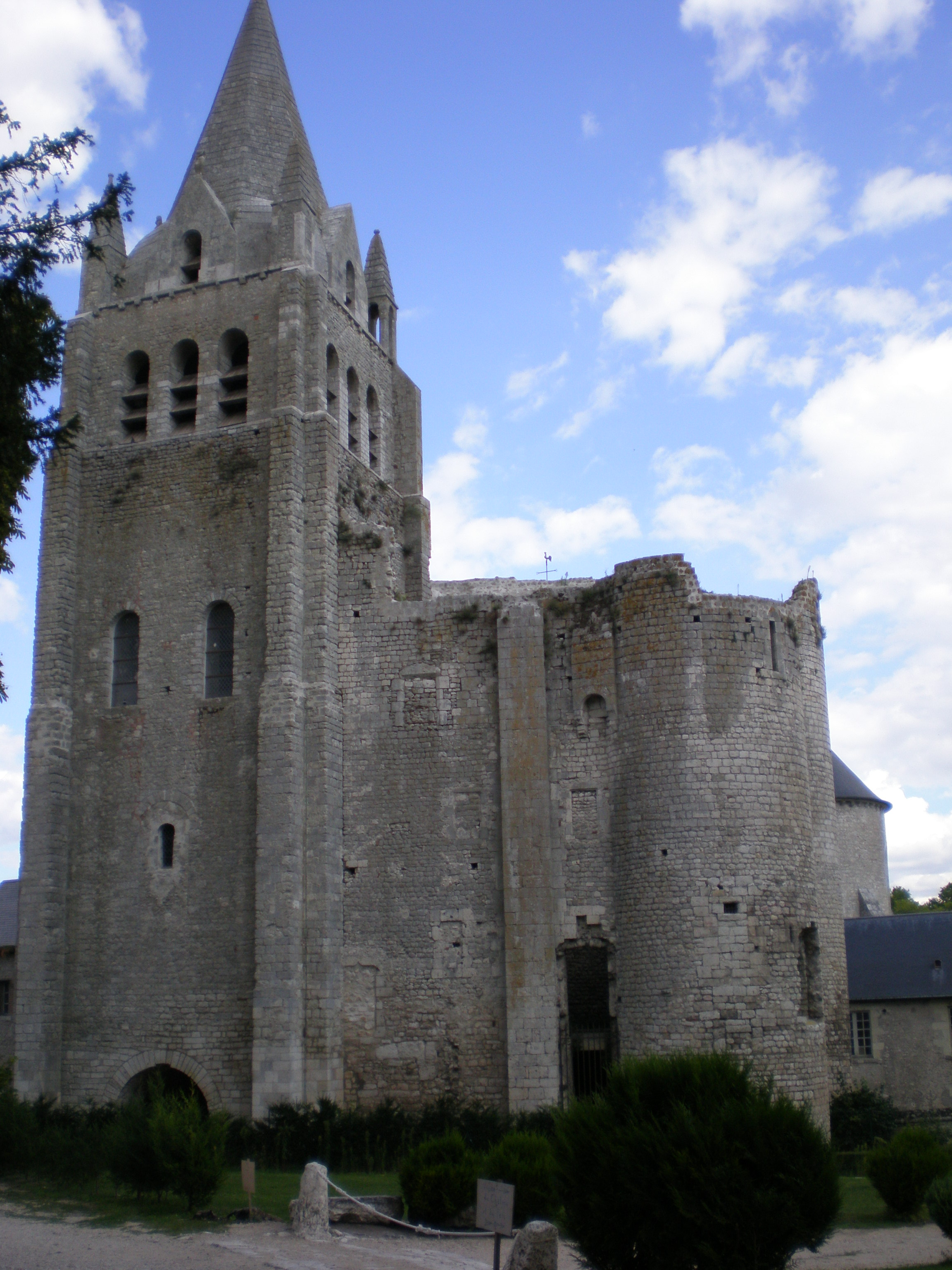
Collégiale Saint-Liphard de Meung-sur-Loire, site du tombeau de Liphard.

Lorsqu’il eut connu par la lumière de Dieu qu’il devait bientôt mourir, il fit venir tous ses disciples & leur recommanda de s’abstenir avec soin de tous les désirs que l’Apôtre appelle charnels. Ils les exhorta à lire avec foin l’Evangile, pour se conformer à ses préceptes. Il les encouragea à entrer par la porte étroite, & à faire toujours de nouveaux efforts pour se tenir resserrés dans le sentier âpre & pénible qui conduit au Ciel. Il leur fit voir de quelle importance il leur était de résister puissamment au démon, & de se tenir fermes contre la multiplicité de ses artifices. Enfin il les porta à estimer infiniment les peines qui se rencontraient dans leur vie pénitente, en voyant de quelle récompense elles devaient être suivies. Et ensuite, au milieu des prières & des larmes qu’il répandait, il rendit à Dieu sa bienheureuse âme, laissant tous ses disciples dans une profonde douleur.
L’Evêque d’Orléans vint aussi tôt se charger du foin de ses funérailles & rendre à ce saint Corps l’honneur qui lui était dû.

## Sources
- Les Vies des saints pour tous les jours de l'année, tirées des auteurs les plus célèbres avec des réflexions chrétiennes sur chacune d'icelles, Claude Proust, chez Nicolas de Lacourt, 1724.
- La Vie Des Saints Pour Tous Les Jours De L'Année, Robustel, 1714.